# Civray-de-Touraine
Civray-de-Touraine är en kommun i departementet Indre-et-Loire i regionen Centre-Val de Loire i de centrala delarna av Frankrike. Kommunen ligger i kantonen Bléré som tillhör arrondissementet Tours. År 2022 hade Civray-de-Touraine 1 828 invånare.

## Befolkningsutveckling
Antalet invånare i kommunen Civray-de-Touraine
Referens:INSEE